# Sidi Ali (Algeria)
Sidi Ali è un comune dell'Algeria, situato nella provincia di Mostaganem.